# Chandra Livia Candiani
Chandra Livia Candiani all'anagrafe Livia Candiani (Milano, 1952) è una poetessa e traduttrice italiana.

## Biografia
È di origini russe: la nonna è nata a San Pietroburgo, ha vissuto a Minsk e a Parigi per trasferirsi infine con la famiglia a Milano.
Dopo gli studi superiori si iscrive alla facoltà di Filosofia ma lascia gli studi per il lavoro.
Alla soglia dei trent'anni viaggia in India e dopo essere entrata in contatto con il buddhismo e la meditazione, nel 1986 assume il nome di Chandra, che in sanscrito significa luna, datole dal suo primo maestro, Rajneesh. Negli anni successivi sarà allieva di diversi altri maestri, tra i quali  Ajahn Sumedho e Ajahn Sucitto.
È impegnata anche nella traduzione di testi buddhisti , nell'insegnamento della meditazione e nella attività di diffusione della poesia per i bambini delle scuole della periferia milanese.

## Critica
Alcune delle Poesie mestruali, scritte in un periodo della sua vita precedente la "rinascita" indiana, sono state raccolte nel 1978 da Laura Di Nola nell'antologia Poesia femminista italiana.
Nel 1979 Antonio Porta la include nell'antologia Poesia degli anni Settanta.
È stata definita "eccellente" nelle performance e nelle dizioni pubbliche, abilità che le permette di "riempire arene e teatri".
Vivian Lamarque l'ha definita nel 2007 "grande schiva poetessa".

## Rielaborazioni
Dalla sua raccolta La bambina pugile è liberamente ispirato lo spettacolo teatrale omonimo curato dal regista Pascal Idiv, con Silvia Gallerano e Marcello Sambati.

## Opere

### Poesia
- Una poesia (Pulcinoelefante 1996)
- Ritratto (Pulcinoelefante 1998)
- Sonatina per gatto (Pulcinoelefante 2004)

Raccolte di poesie
- Io con vestito leggero (Campanotto 2005)
- La nave di nebbia. Ninnenanne per il mondo (Vivarium 2005)
- La porta (Vivarium 2006)
- Bevendo il tè con i morti (Viennepierre 2007, Interlinea 2015)
- La bambina pugile ovvero La precisione dell'amore (Einaudi 2014)
- Fatti vivo (Einaudi 2017)
- Vista dalla luna (Salani 2019)
- La domanda della sete (Einaudi 2020)
- Pane del bosco (Einaudi 2023)

Poesie in antologie
- Poesie mestruali, in Poesia femminista italiana, a cura di Laura Di Nola (Savelli 1978)
- Poesia degli anni settanta, a cura di Antonio Porta (Feltrinelli 1979)
- La pratica del desiderio. I giovani poeti negli anni ottanta, a cura di Isabella Vincentini (Sciascia 1986)
- Sette poeti del premio Montale (Crocetti 2002)
- Nuovi poeti italiani 6, a cura di Giovanna Rosadini (Einaudi 2012)

### Prosa
Fiabe
- Fiabe vegetali (Aelia Laelia 1984)
- Sogni del fiume (Einaudi, 2022)

Saggi
- Il silenzio è cosa viva. L'arte della meditazione (Einaudi 2018)
- Questo immenso non sapere (Einaudi 2021)
- I visitatori celesti (Einaudi 2024)

Dialoghi
- Tenerezza, a cura di Maria Teresa Abignente (Romena Accoglienza 2017)
- L’universo e la carità, a cura di Gabriella Caramore (AnimaMundi 2019)

Altro
- L’Angelo teppistello (Dante & Descartes 2020)

### Curatele
- Ma dove sono le parole? Le poesie scritte dai bambini delle periferie multietniche di Milano, con Andrea Cirolla (Effigie 2015)

## Premi
- Premio Montale per l’inedito (2001).[11]
- Premio Baghetta per Bevendo il tè con i morti (2008).[12]
- Premio Camaiore per La bambina pugile ovvero La precisione dell'amore (2014).[13]
- Premio per la cultura civile Pier Mario Vello (2016).[14]